# Austpynten
Austpynten är en udde i Antarktis. Den ligger i Östantarktis. Norge gör anspråk på området.
Terrängen inåt land är huvudsakligen platt, men västerut är den kuperad. Havet är nära Austpynten österut. Trakten är obefolkad. Det finns inga samhällen i närheten.